# Pies służbowy

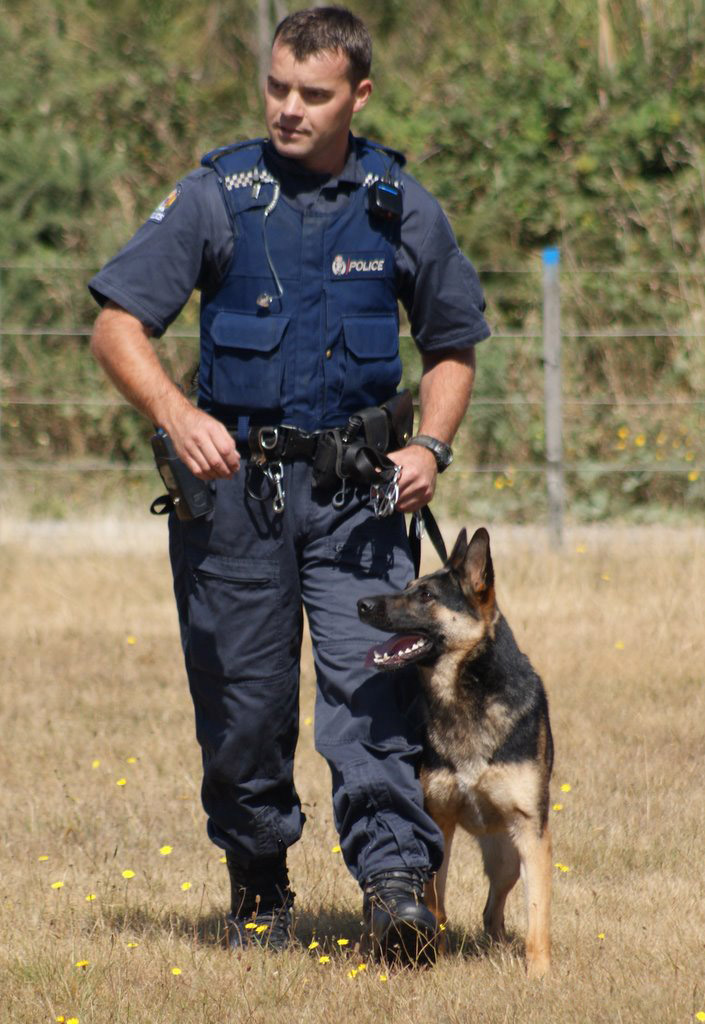
Pies policyjny razem ze swoim przewodnikiem

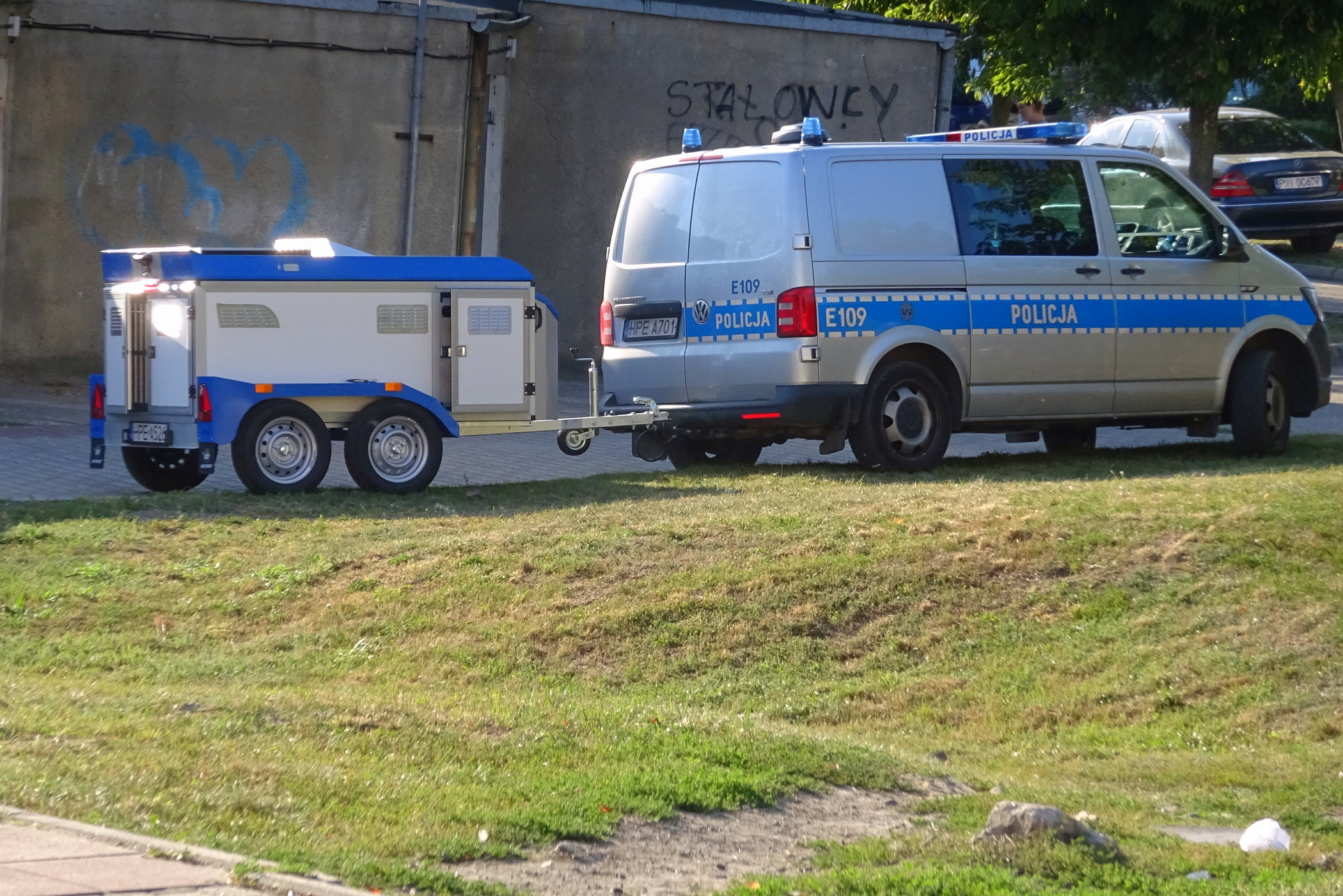
Przyczepa do przewozu psów policyjnych

Pies służbowy – specjalnie wyszkolony pies do wykonywania zadań związanych z egzekwowaniem prawa lub zapewnieniem bezpieczeństwa fizycznego ludzi, będący na służbie w policji (pies policyjny), wojsku, straży granicznej, straży pożarnej, służbie więziennej, Straż Ochrony Kolei,  Służbie Celno - Skarbowej, wykorzystywany ze względu na wybitne zdolności węchowe (wykrywania i rozróżniania różnych zapachów w różnych stężeniach) oraz zdolność podążania za konkretnym zapachem aż do wykonania zadania.
Każdy wyszkolony pies ma wykwalifikowanego opiekuna-przewodnika, który współpracuje z psem w celu pomyślnego wykonania powierzonego im zadania, a także zapewnia psu opiekę i dba o jego wyszkolenie.
Zdolności węchowe wyszkolonego psa są także wykorzystywane w cywilnych akcjach ratunkowych i poszukiwawczych (pies ratowniczy) oraz przez prywatne firmy w celu zapewnienia bezpieczeństwa i porządku publicznego.

## Wymagania stawiane psu

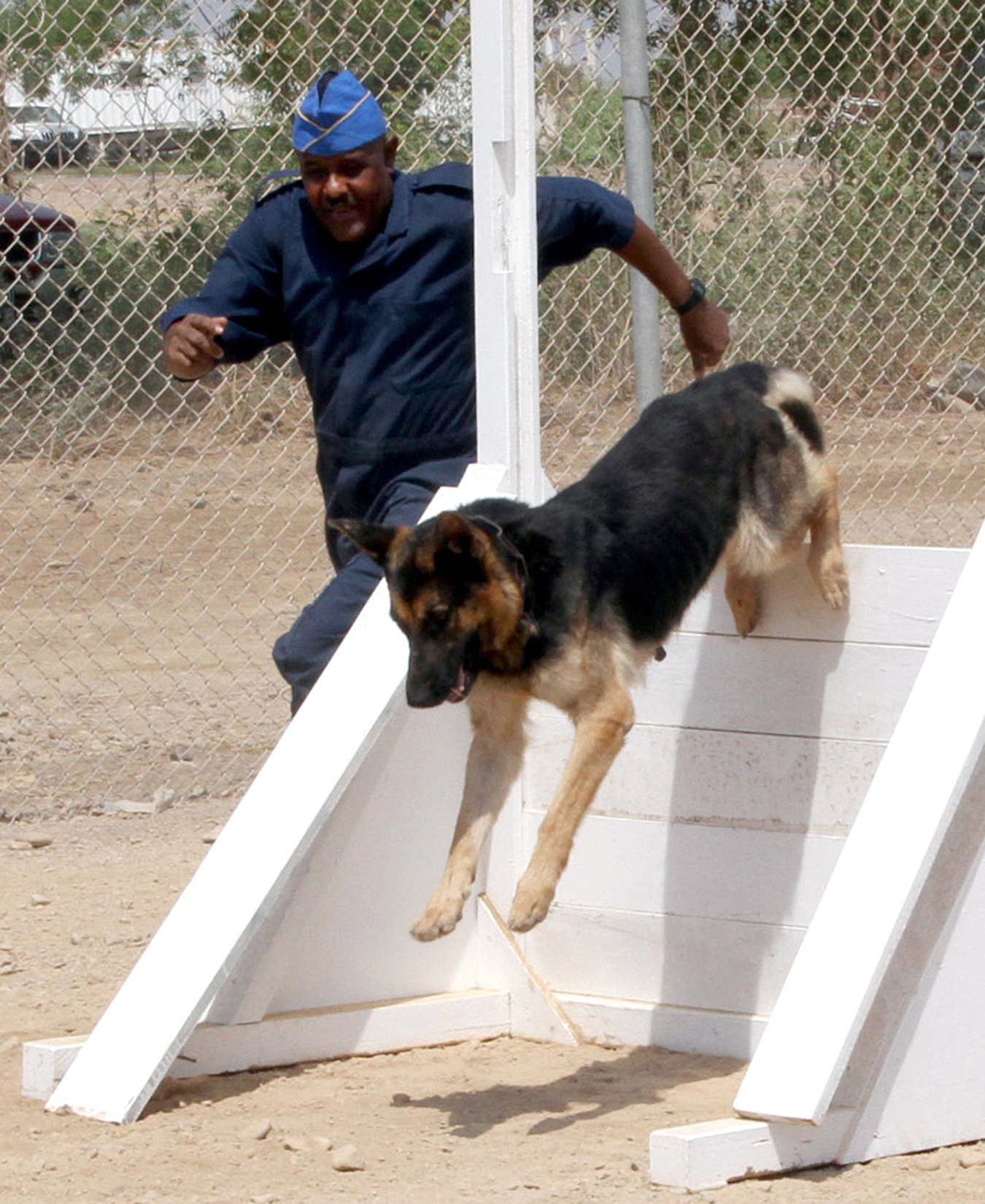
Trening psa policyjnego

Szkoleniu poddawane są psy z grupy psów pasterskich. Są to psy pracujące, które potrzebują zadań do wykonania. W siłach specjalnych amerykańskiej marynarki zwykle trenuje się owczarki holenderskie i belgijskie owczarki malinois, które są lżejsze i szczuplejsze niż owczarki niemieckie.
Nie każdy pies nadaje się do wypełniania zadań w służbie policyjnej. Pies taki musi mieć wybitny węch i wykazywać chęć do tropienia oraz lokalizowania niewidocznych obiektów (ludzi, narkotyków, materiałów wybuchowych itp.) za pomocą swojego nosa, a nie oczu, oraz być w idealnej kondycji fizycznej (umięśniony, zwinny i wytrzymały).
Psy przeznaczone do patrolowania dodatkowo muszą także mieć specyficzne cechy charakteru, takie jak: bycie nieustraszonym, mentalność łowcy (nieodparta, instynktowna chęć pogoni za ofiarą, chęć jej schwytania i posiadania, nawet w przypadku, gdy ofiara jest większa od niego), pewna doza agresywności w stosunku do ludzi, podejmowanie walki zamiast ucieczki nawet w przypadku ewentualnego odniesienia ran, skoncentrowanie na wykonaniu zadania, odporność na elementy mogące prowadzić do rozproszenia uwagi (np. hałas, nieznane, wąskie, ciemne obiekty, woda, niestabilne podłoże itp.), chętne aportowanie, a zarazem wykazywać absolutne podporządkowanie rozkazom swojego przewodnika-człowieka (posłuszeństwo).
Do celów patrolowych w wojsku stosowane są np. psy rasy malinois, które są asertywne i agresywne, zaś do detekcji – psy rasy labrador, które nie wykazują agresywności w stosunku do ludzi.
Niestety do tej pory nie udało się uzyskać dowodów potwierdzających, że szkolenie psów spełnia wymogi naukowe, tzn. zapewnia powtarzalne i weryfikowalne rezultaty testów.

## Zdolności węchowe psa

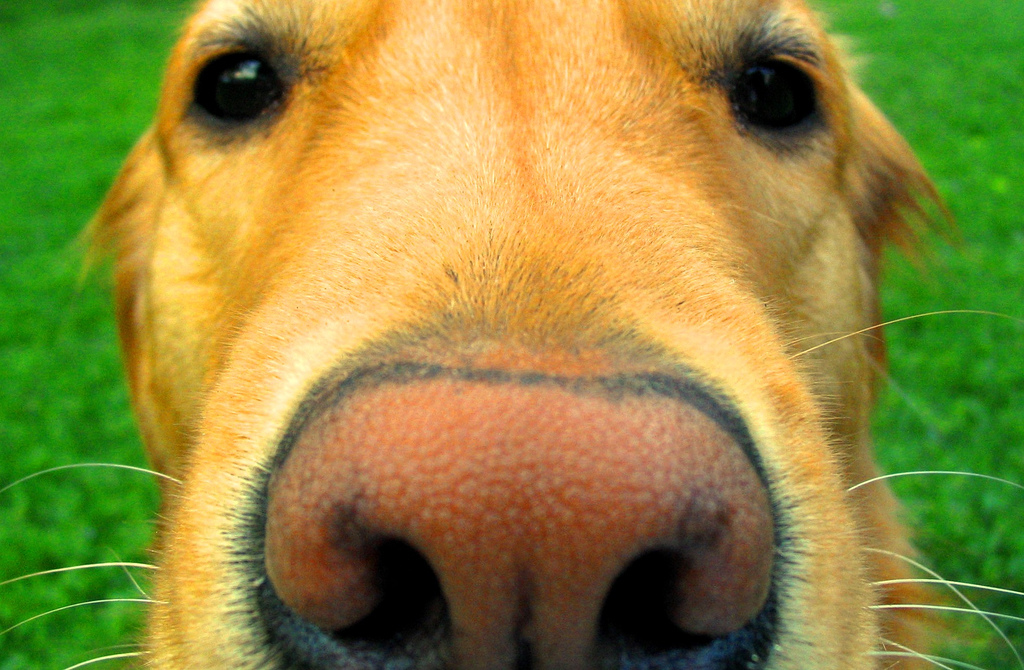
Psi nos

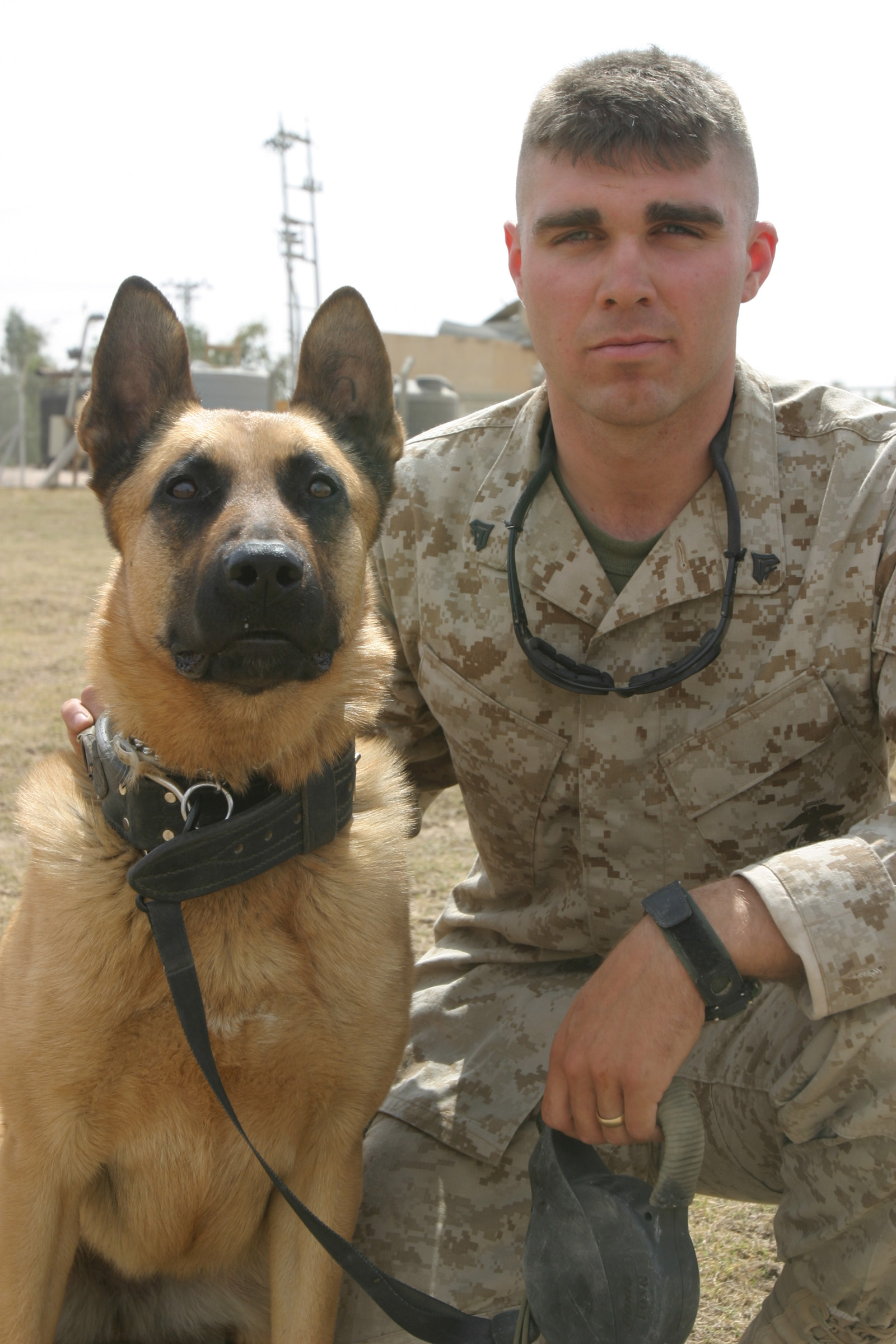
Partnerzy – pies wojskowy z żołnierzem, jego opiekunem i przewodnikiem

W naturze pies wykorzystuje węch do lokalizowania zdobyczy oraz do analizowania sygnałów zapachowych innych psów, co pozwala mu na komunikowanie się i koordynowanie jego funkcji socjalnych w grupie.
Dobrowolne oddanie człowiekowi i chęć sprawienia mu przyjemności w zamian za jedzenie i opiekę, przy jednoczesnym odrzuceniu kontaktów z przedstawicielami własnego gatunku – cechy niespotykane na tym poziomie u innych gatunków zwierząt względem ludzi – umożliwiły współpracę psa z człowiekiem na zasadzie partnerstwa.
Wyczuwany przez psa zapach człowieka pozwala mu ocenić stan emocjonalny, zarówno właściciela psa, jak i jego gościa. W zależności od stanu emocjonalnego i zdrowotnego człowieka pies może reagować w różny sposób, np. specjalnie wytresowane potrafią z 15 do 45 minutowym wyprzedzeniem ostrzec swojego właściciela o zbliżającym się ataku padaczki. Pies wykazuje fenomenalną zdolność wykrywania i identyfikowania zapachu ludzi, np. bez trudności potrafi w pomieszczeniu wykryć obecność jednego odcisku palca na szklanej płytce do trzech tygodni od momentu wykonania odcisku; poza pomieszczeniami zamkniętymi okres ten jest krótszy.
W nosie psa znajduje się średnio 220 milionów receptorów zapachu (komórek węchowych nabłonka węchowego), podczas gdy człowiek ma ich jedynie 5 milionów. Czułość psiego nosa przewyższa czułość jakiegokolwiek urządzenia.
Z łbem pochylonym ku ziemi lub uniesionym do góry pies rejestruje molekuły odorantów w celu zlokalizowania obiektu poszukiwań, poruszając się po ósemce lub po wzorze serpentynowym. Organ węchowy psa umożliwia mu rozpoznawanie pozostałości zapachu mieszaniny chemicznych związków i podążanie za tym zapachem w kierunku źródła aż do zlokalizowania obiektu, który ten zapach wydziela, np. poszukiwany zbiegły więzień. Pies może rejestrować zapach prosto ze źródła, które ten zapach eliminuje lub może rejestrować pozostałości zapachu, czyli zapach, który pozostał na miejscu, w którym już nie ma, ale uprzednio znajdowało się źródło tego zapachu. Pomimo przebywania w atmosferze różnych silnych i słabych zapachów pies jest w stanie je odróżnić i podążyć śladem jednego z zapachów w poszukiwaniu źródła tego jednego, wybranego zapachu.
Psy przeznaczone do służby muszą być uprzednio szkolone, a przez cały czas trwania służby podnoszone są ich kwalifikacje. Szkolenie psów jest oparte na doświadczeniach przeprowadzonych przez Iwana Pawłowa, czyli powiązania specyficznego zapachu z nagrodą (np. smaczny kąsek).
Ekstremalna wrażliwość zmysłu węchu psa była badana i została potwierdzona w licznych badaniach, aczkolwiek nie istnieje prosta metoda badania zdolności węchowych psów.
Pozornie paradoksalnie, istnieją substancje, na które pies nie reaguje w stężeniach znacznie niższych od tych, na które zareagował człowiek. Jednak w większości przypadków węch psa jest znacznie lepszy niż człowieka, np. zdolność wykrycia kwasu masłowego (składnik ludzkiego potu i zarazem prominentny element „portretu zapachowego” wykorzystywanego przez psa podczas tropienia) jest u psa od miliona do stu milionów razy lepsza niż zdolność jego wykrycia przez człowieka, co mogłoby świadczyć, że pies jest zdolny do wykrycia 1 miligrama kwasu masłowego znajdującego się w 100 milionach metrów sześciennych powietrza. Pies nie każdy zapach odbiera jako przyjemny.
Trwają także badania nad wykorzystaniem psiego węchu do wczesnego i nieinwazyjnego wykrywania chorób nowotworowych u ludzi, np. czerniaka skóry.

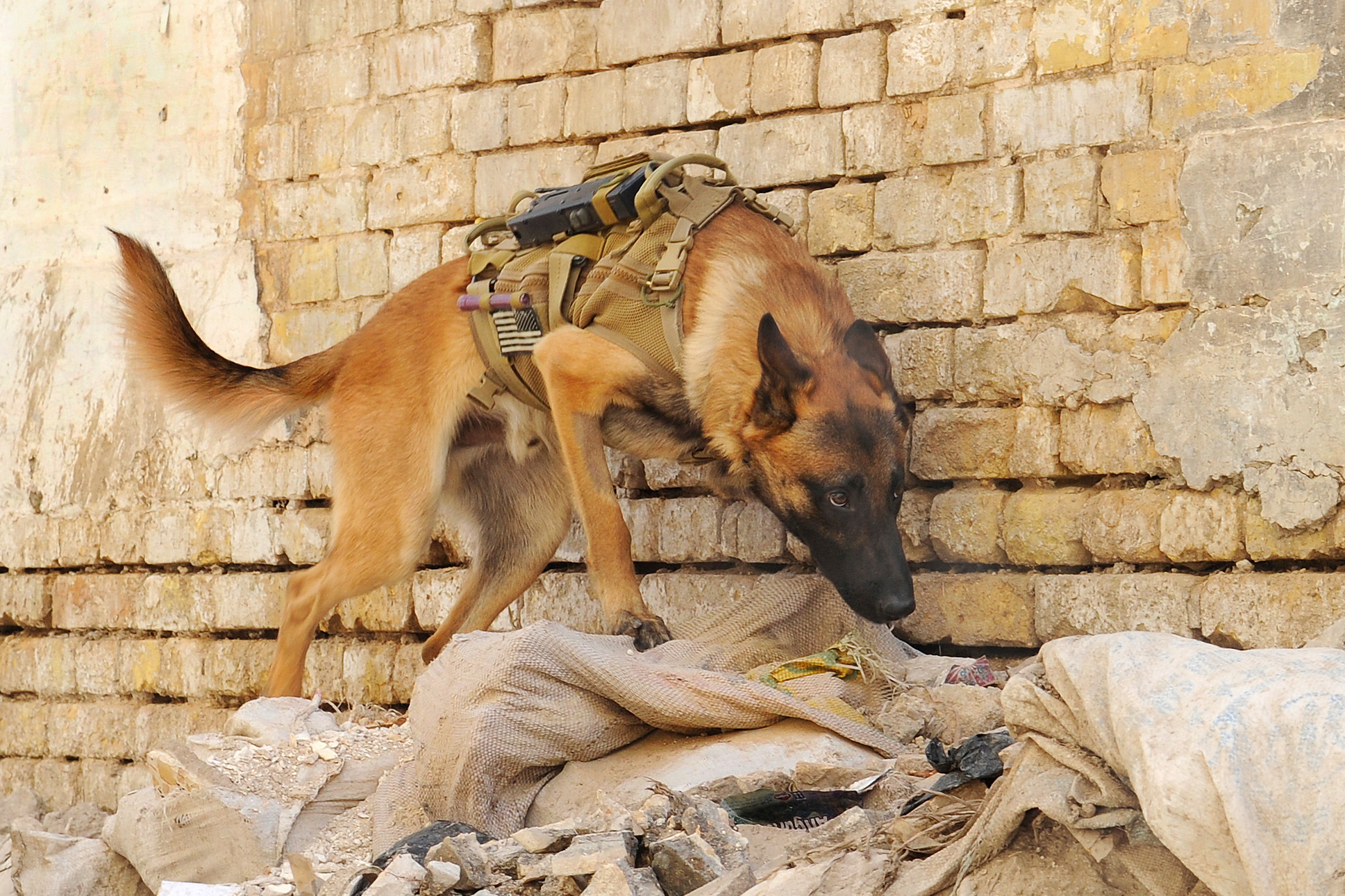
Pies wojskowy na służbie

Na zdolności węchowe i wydajność pracy psa służbowego mają wpływ warunki zewnętrzne i ogólna kondycja, np. przegrzanie, przepracowanie czy intensywny wysiłek fizyczny zmniejszają nie tylko jego koncentrację, ale również zdolność węchową psa, gdyż pies może jednocześnie wykonywać tylko jedną z funkcji: wąchanie (niezbędne do tropienia) albo dyszenie (ma za zadanie ochładzanie ciała). Odpowiedni trening pozwala częściowo wyeliminować ograniczenia fizjologiczne spowodowane intensywnym wysiłkiem fizycznym i umożliwia psu przystosowanie do pracy w ekstremalnych warunkach.

## Zadania psa służbowego

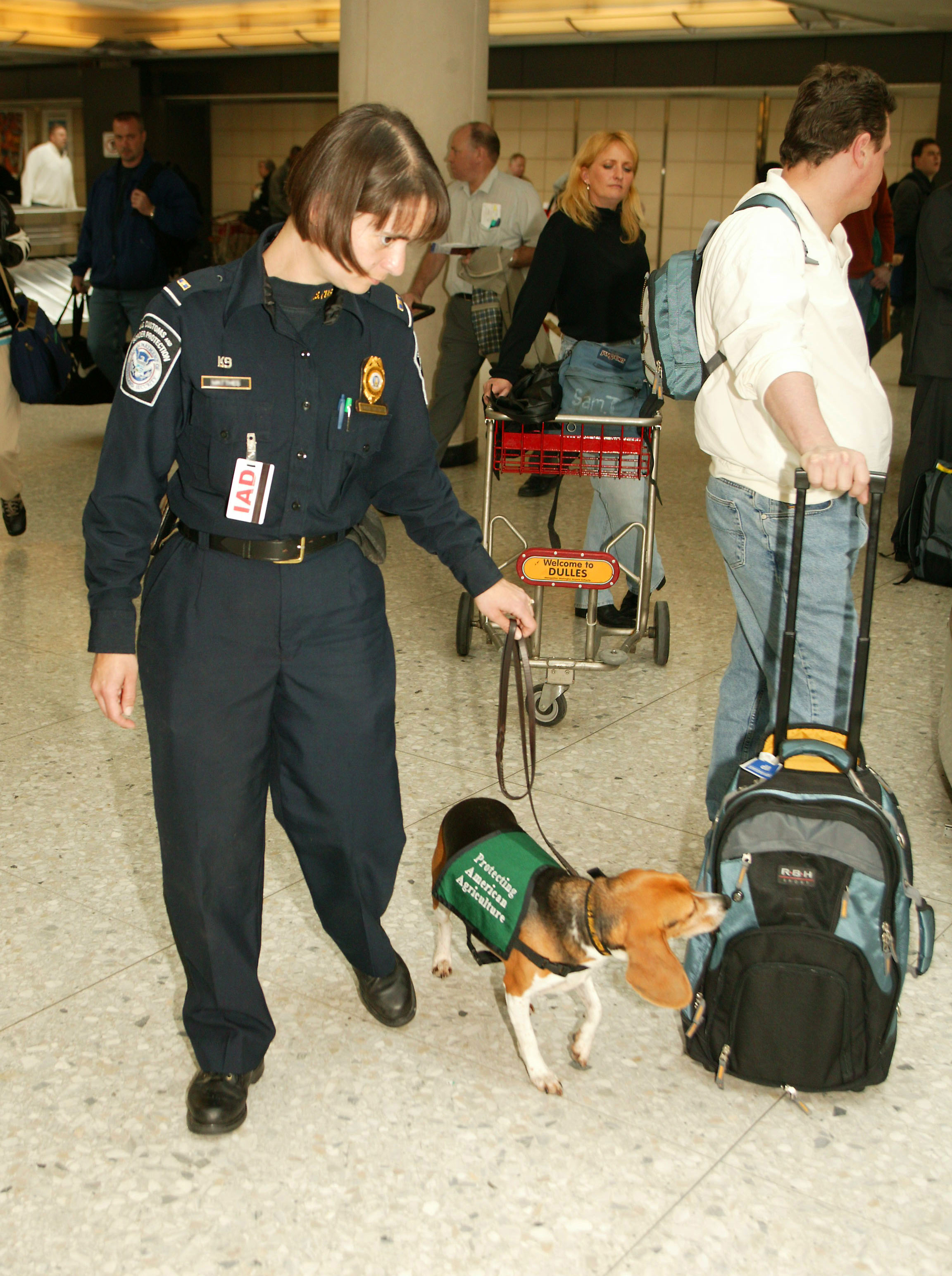
Wyszkolony pies przy pracy na lotnisku

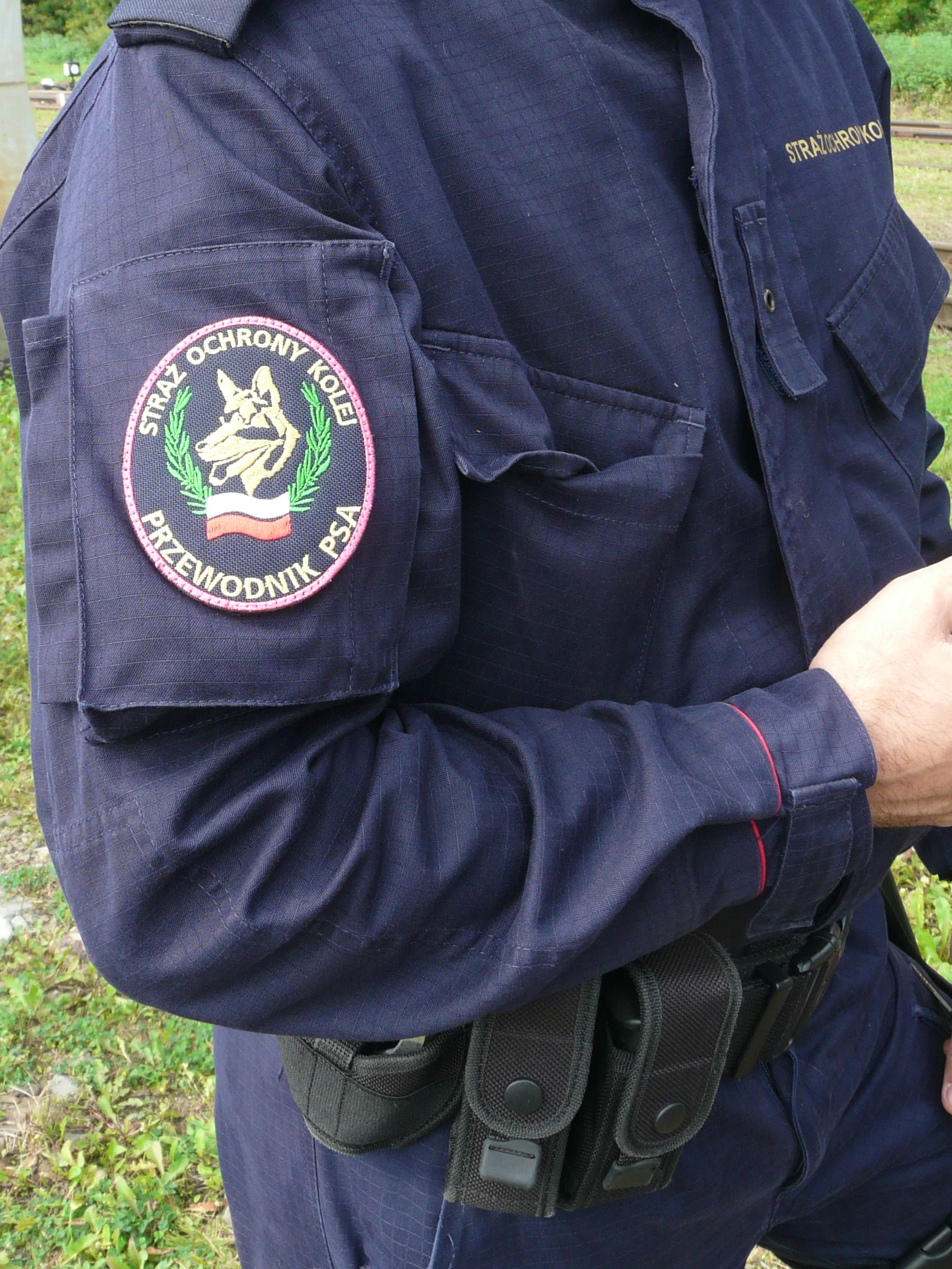
Naszywka na rękawie przewodnika psa służbowego Straż Ochrony Kolei

W policji psy są szkolone do wykonywania m.in. następujących zadań:
- patrolujących – pies razem z policjantem-przewodnikiem przemierza ulice w mieście, aby zapobiegać ewentualnym przestępstwom i wykroczeniom (oddziaływanie prewencyjne), a w razie potrzeby broni bezpieczeństwa swojego przewodnika (umiejętności obrończe)
- tropiących (praca węchowa) – pies podążający za zapachem pozostawionym przez osobę zaginioną lub przestępcę-uciekiniera na danym obiekcie (np. siedzenie w samochodzie, część ubrania) w przypadku, gdy istnieje prawdopodobieństwo, że oddalili się pieszo niezbyt daleko; psy operują zarówno w terenie zabudowanym, jak i otwartym; do przeprowadzenia poszukiwań potrzebny jest przedmiot, na którym zachował się zapach poszukiwanego oraz znajomość miejsca, w którym był widziany; im szybciej zostaną podjęte poszukiwania tym większa jest szansa, że pies odkryje ślad zapachowy i za nim podąży
- poszukiwawczo-lokalizacyjnych, czyli do wykrywania (wyszukiwania zapachów):
  - narkotyków: kokainy, heroiny, marihuany, np. psy obwąchujące bagaże i pasażerów na lotniskach i przejściach granicznych; umiejące „złapać” zapach danego narkotyku, nawet gdy został z premedytacją zamaskowany innymi zapachami
  - niezadeklarowanych pieniędzy (gotówki)
  - ukrytych ludzi, np. w przyczepie samochodu ciężarowego
  - przemycanych lub niedozwolonych produktów, np. spożywczych podczas przekraczania granicy
  - substancji łatwopalnych lub zapalających w przypadku z premedytacją wznieconych pożarów (podpaleń), pomimo wszechobecnego odoru spalenizny (ang. arson detection dogs)
  - materiałów wybuchowych, np. kontrola bagaży na lotniskach, kontrole antyterrorystyczne; w takich przypadkach pies uczony jest, aby nie dotykał znalezionych obiektów, a jedynie sygnalizował przewodnikowi ich obecność
- poszukiwawczo-ratowniczych – do lokalizowania osób zaginionych np. w lesie czy w trudno dostępnym terenie (góry, płynąca woda, śnieg); takie psy muszą także umieć doskonale pływać
- ratowniczych do wykrywania obecności żywych ludzi – psy szukają zapachu ludzkiego; są stosowane do lokalizowania rannych osób, np. ofiar trzęsienia ziemi, osób uwięzionych w zawalonym budynku; współcześnie psy ratownicze są szkolone także w kierunku poszukiwania zwłok ludzkich, aby sygnalizowały przewodnikowi dotarcie do zarówno żywego, jak i martwego człowieka[17]

W policji kryminalnej w wydziale do spraw zabójstw psy są wykorzystywane do wykonywania następujących zadań:
- poszukiwania i precyzyjnej lokalizacji zwłok (po angielsku tzw. cadaver dog lub decomp dog) – specjalnie wytresowane psy reagujące na zapach rozkładającego się ciała w podłożu, jak i w powietrzu, zarówno w przypadku osób niedawno zmarłych, jak i zmarłych pewien czas temu (z reguły są to dwie różne specjalizacje dla psa); poszukują osób zaginionych, co do których istnieje duże prawdopodobieństwo, że są martwe lub w przypadku, gdy morderca przyznał się do zabicia ofiary, ale zapomniał, gdzie dokładnie ukrył zwłoki; psy specjalizują także się w szukaniu wisielców, topielców i zwłok ukrytych pod powierzchnią wody (w tym przypadku podczas poszukiwań pies znajduje się w łodzi lub podąża linią brzegową); psy o takich umiejętnościach są stosowane zarówno w przypadkach aktualnych śledztw, jak i niewyjaśnionych morderstw; wskazane przez psa miejsce, czyli miejsce najbardziej intensywnego odoru rozkładu ludzkiego ciała, nie zawsze pokrywa się z miejscem ukrycia zwłok, albowiem odory rozkładu zwłok ludzkich ukrytych pod powierzchnią ziemi nie zawsze unoszą się do góry w linii prostej ze względu m.in. na strukturę gleby i jej przepuszczalność itp.[17]; po pozostawionych resztkach zapachu psy są także w stanie wskazać miejsce, w którym tymczasowo przebywały zwłoki, np. bagażnik samochodu, w którym przewożono zwłoki[10]
- poszukiwania i precyzyjnej lokalizacji specyficznych pozostałości ludzkich (ang. human remains specialist dogs), np. krwi, szkieletu czy śladowych pozostałości zwłok znajdujących się na różnych etapach rozkładu; są to wysoko wyszkolone psy, a ich trenowanie wymaga intensywnej współpracy anatomopatologa, koronera i antropologa

Ponadto psy szkoli się także do poszukiwania i precyzyjnej lokalizacji historycznych pozostałości ludzkich (ang. Historical Human Remains Detection Dogs), np. do poszukiwania historycznych grobów podczas prac archeologicznych czy wykopaliskowych, zapomnianych miejsc pochówku.
W wojsku psy są szkolone do wykonywania następujących zadań:
- zwiadowczych – pies wychwytujący obcy zapach osoby lub przedmiotu w powietrzu i dyskretnie informujący o tym swojego przewodnika
- patrolujących, np. podczas patroli wykonywanych przez Wojska Ochrony Pogranicza (od 1990 Straż Graniczna[19])
- wartowniczych – ochrona obiektów wojskowych przed intruzami lub atakiem terrorystycznym
- poszukiwawczo-lokalizacyjnych, czyli wykrywania:
  - materiałów wybuchowych i bomb (w tym przypadku pies wyuczony jest, że sygnalizuje jedynie obecność bez zbliżania się do bomby czy zakłócania niebezpiecznego terenu)
  - tuneli i bunkrów
- tropiących – pies na długiej smyczy pracujący po cichu w dzień i w nocy, podążający za śladem zapachowym pozostawionym na podłożu w terenie i dyskretnie ostrzegający swojego przewodnika przed zbliżeniem się do celu – tropionego obiektu, np. używany podczas wojny w Wietnamie do wykrywania kierunku ruchów wroga

W czasie II wojny światowej psy były wykorzystywane w łączności do przenoszenia meldunków (pies meldunkowy), oprócz stania na warcie (pies wartowniczy), wykrywania min (pies saperski) i dostarczania na linię frontu materiałów opatrunkowych (pies sanitarny), amunicji i żywności.
O wykonaniu zadania pies informuje swojego przewodnika-opiekuna szczeknięciem lub przyjęciem odpowiedniej, wyuczonej pozycji, np. siadu lub pozycji leżącej, a także uczony jest, że „zapach należy do niego”, ale nie wolno mu zbliżać się czy dotykać poszukiwanego obiektu (np. bomby, zwłok); nie dotyczy to psów patrolujących i tropiących, mających za zadanie schwytanie przestępcy.

## W Polsce

### Pies policyjny
Jedyny w Polsce ośrodek szkolenia policjantów-przewodników i tresury psów służbowych na potrzeby policji – Zakład Kynologii Policyjnej – mieści się w Sułkowicach. W ośrodku szkolone są głównie psy patrolowe, tropiące i patrolowo-tropiące, ale także psy do wykonywania zadań specjalnych: do wyszukiwania zapachu narkotyków, materiałów wybuchowych, zwłok ludzkich na lądzie i w wodzie oraz do identyfikacji śladów zapachowych ludzi. Psy szkolone są metodą „smakołykowo-wyróżnieniową”, tzn. za prawidłowe wykonanie zadania pies jest nagradzany przez opiekuna głosem, głaskaniem i ulubionym smakołykiem lub zabawą z ulubioną zabawką. W tym współpracującym duecie pies jest oddanym i lojalnym partnerem policjanta-przewodnika, podczas gdy człowiek jest jego opiekunem i ponosi za niego odpowiedzialność. Do zadań policjanta-przewodnika psa służbowego i jego psa należą: patrolowanie ulic, zapewnianie bezpieczeństwa ludzi podczas imprez masowych, asystowanie podczas konwojowania więźniów, tropienie niebezpiecznych osób w pomieszczeniach zamkniętych i w terenie, przeprowadzanie pogadanek w szkołach na temat bezpiecznego zachowania podczas kontaktu z psem itd.

### Pies osmologiczny
W Polsce specjalnie wyszkolone psy, odznaczające się wybitnymi zdolnościami węchowymi, wykorzystuje się w kryminalistyce (w wydziale do spraw zabójstw) do badań osmologicznych, czyli identyfikowania przestępcy na podstawie próbek zapachu pobranych i zabezpieczonych na miejscu przestępstwa, porównanych przez psa z zapachem oskarżonego. Osmologia (identyfikacja przestępcy przez psa po zapachu) jest nową i dopiero rozwijającą się techniką kryminalistyczną, którą zainicjowali polscy specjaliści z policji kryminalnej, a która wzbudziła zainteresowanie w innych krajach i obecnie znajduje się na etapie udoskonalania i wdrażania do arsenału metod dochodzeniowych.

### Pies ratowniczy
W Polsce specjalnie wyszkolone psy ratownicze są też wykorzystywane w jednostkach straży pożarnej w grupach poszukiwawczo-ratowniczych. Są to psy ratowniczo-poszukiwawcze. Ich zadaniem jest poszukiwanie rannych ludzi, leżących pod gruzami na skutek katastrofy budowlanej. Psy są trenowane na specjalnym poligonie, tzw. gruzowisko do ćwiczeń.
Psy mogą być też dodatkowo szkolone w sztolniach i wyrobiskach kopalnianych na różnych poziomach głębokości, aby w razie potrzeby, razem z ekipą ratownictwa górniczego, mogły nieść pomoc górnikom podczas katastrof w kopalniach węgla kamiennego.

### Pies lawinowy
W akcjach ratunkowych ze specjalnie wyszkolonych psów korzysta też Tatrzańskie Ochotnicze Pogotowie Ratunkowe. Są to psy lawinowe. Ich zadaniem jest poszukiwanie osób zasypanych śniegiem, np. w wyniku lawiny. Przed nastaniem sezonu zimowego w Tatrach TOPR stara się, aby psy przeszły trening, który ma za zadanie przypomnieć im ich zadania. Trening przypominający ma miejsce w naturalnych warunkach śniegowych, np. w Austrii na lodowcu w dolinie Stubaital, gdzie wysokość pokrywy śniegu przekracza 2 metry.

### Stopnie służbowe psów
Od grudnia 2023 roku psy służbowe w Wojsku Polskim mogą uzyskać stopnie: szeregowego, starszego szeregowego, kaprala, starszego kaprala, plutonowego i sierżanta. Stopień szeregowego pies może otrzymać po ukończeniu kursu podstawowego i pozytywnym zdaniu egzaminu końcowego oraz uzyskaniu odpowiedniego atestu w Wojskowym Ośrodku Farmacji i Techniki Medycznej w Celestynowie. Prawo do nadawania psom stopnia wojskowego mają dowódcy jednostek, w których pełnią one służbę. Z wnioskiem o awans mogą występować przewodnicy psów lub dowódcy jednostek. By otrzymać starszy stopień, pies musi pozytywnie przejść ponowną certyfikację i otrzymać ocenę bardzo dobrą po pierwszym roku służby od ukończenia szkolenia podstawowego. 

#### Emerytura dla zwierząt służbowych
W 2021 roku weszły w życie przepisy przyznające emeryturę dla zwierząt służbowych. Regulują one status zwierząt w służbach mundurowych podległych MSWiA, w Służbie Więziennej, w Siłach Zbrojnych RP i w Straży Marszałkowskiej. Przewidują one, że zwierzęta te pozostają dożywotnio na stanie swojej jednostki, a ich opiekunem w pierwszej kolejności zostaje dotychczasowy przewodnik lub policjant - jeździec. Pies może przejść na emeryturę po ukończeniu 9 roku życia, a koń po ukończeniu 15 roku życia. Opiekun zwierzęcia używanego do celów służbowych, będzie otrzymywał wyżywienie w naturze dla psa lub konia albo równoważnik w formie ryczałtu z tytułu zwrotu kosztów wyżywienia zwierzęcia.

## Śmierć i upamiętnienie sześciu psów policyjnych z Komendy Stołecznej Policji
21 lutego 2020 w wyniku awarii sieci ciepłowniczej tragicznie zginęło 6 psów pełniących służbę w Komendzie Stołecznej Policji. Zdarzenie miało miejsce w obiekcie policyjnym przy ul. Jagiellońskiej w Warszawie. Wszystkie psy zmarłe w trakcie tego wydarzenia zostały z rozkazu komendanta stołecznego Policji 5 marca 2020 upamiętnione tablicą umieszczoną w Laboratorium Kryminalistycznym KSP w Pałacu Mostowskich w Warszawie.